# Aleksander Koczergin
Aleksander Koczergin (ur. 18 października 1975) – ukraiński szpadzista, trener i zawodnik. Były reprezentant ZSRR (jako kadet na Mistrzostwach Świata w 1992 zajął 5. miejsce w turnieju indywidualnym). Jako reprezentant Ukrainy zdobył srebrny medal Mistrzostw Europy Juniorów (1995) w turnieju indywidualnym, złoty i srebrny medal na Uniwersjadzie (1995, 1997). W 1997 roku zdobył Mistrzostwo Polski seniorów w turnieju indywidualnym, reprezentując Start Jastrzębie. Obecnie reprezentuje Piasta Gliwice. Jako trener uczestniczył w przygotowaniach reprezentacji narodowej Ukrainy do Letnich Igrzysk Olimpijskich Londyn 2012, zakończonych złotym medalem Jany Szemiakiny w turnieju indywidualnym.

## Najważniejsze sukcesy
Uniwersjada:
- złoty medal drużynowo (1995, Fukuoka)
- srebrny medal drużynowo (1997, Palermo)

Mistrzostwa Świata juniorów:
- 5. miejsce indywidualnie (1995, Paryż)

Mistrzostwa Europy juniorów:
- indywidualny wicemistrz Europy juniorów (1995, Kastely)

Mistrzostwa Świata kadetów:
- 5. miejsce indywidualnie (1992, Bonn)

Mistrzostwa Polski:
- indywidualny Mistrz Polski seniorów (1997)